# San Donato Val di Comino
San Donato Val di Comino ist eine Gemeinde in der Provinz Frosinone in der italienischen Region Latium mit 1860 Einwohnern (Stand 31. Dezember 2023). Sie liegt 132 km östlich von Rom und 50 km östlich von Frosinone.

## Geographie
San Donato Val di Comino liegt am Fuß des Monte Pezzullo in den Monti della Meta an der Staatsstraße 509 di Forca d'Acero, die von Cassino in die Abruzzen führt. Ein großer Teil des Gemeindegebiets gehört zum Nationalpark Abruzzen, Latium und Molise. San Donato Val di Comino ist Mitglied der Comunità Montana Valle di Comino.
Der Ort trägt die Bandiera Arancione, ein Qualitätssiegel im Bereich Tourismus und Umwelt des Touring Club Italiano (TCI).
Die Nachbarorte sind
Alvito, Gallinaro, Opi (AQ), Pescasseroli (AQ) und Settefrati

## Geschichte
Eine Ansiedlung der Samniten wurde 293 v. Chr. von den Römern zerstört. Ein römisches Landgut, von dem sich Reste im Ortsteil San Fedele befinden, kann als indirekter Nachfolger angesehen werden.
778 n. Chr. wurde eine Kirche, die Aecclesia Sancti Donati, erstmals erwähnt. Die Grafen von Aquino nahmen den Ort in ihren Besitz und errichteten das Castrum Sancti Donati. San Donato gehörte bis zum Jahre 1806 zu Aquino. 1861 kam es zum Königreich Italien und erhielt ein Jahr später seinen gültigen Ortsnamen.
1984 verursachte ein Erdbeben schwere Schäden.

## Bevölkerungsentwicklung
| Jahr      | 1861 | 1881 | 1901 | 1921 | 1936 | 1951 | 1971 | 1991 | 2001 |
| Einwohner | 584  | 3908 | 5044 | 4760 | 4591 | 4255 | 2618 | 2316 | 2192 |

Quelle: ISTAT

## Politik
Seit dem 26. Mai 2014 übt Enrico Pittiglio (Lista Civica: Vanga e Stella) das Bürgermeisteramt aus; er wurde am 26. Mai 2019 wiedergewählt.

### Partnerstadt
- Boston, Massachusetts
- Newton, Massachusetts[2]
- Greccio, Provinz Rieti